# Rodolfo Fredi

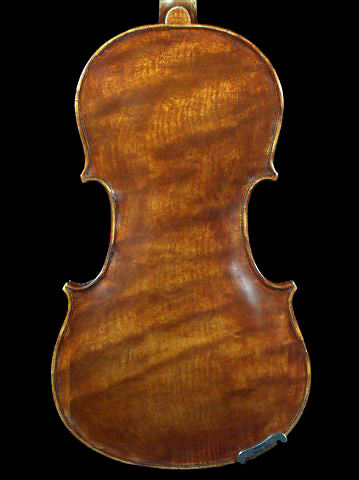
Fondo di un violino di Rodolfo Fredi

Rodolfo Fredi (Todi, 18 giugno 1861 – Roma, 22 febbraio 1950) è stato un liutaio italiano.

## Biografia
Di nobile lignaggio, egli nacque conte Rodolfo Fredi. Per la liuteria fu allievo del padre, il liutaio conte Fabio Fredi. Si trasferì a Roma per studiare il violino al Conservatorio di Santa Cecilia con Ettore Pinelli. Nel 1885 apre bottega in via Vicenza n. 24.  Tra i suoi allievi si possono menzionare Vittorio Bellarosa, Giorgio Corsini e Gioacchino Pasqualini, il fondatore dell’Associazione Nazionale Liuteria Artistica Italiana. Inoltre Fredi esercitò un’influenza determinante sulla vocazione del giovane Pietro Capodieci. Fu premiato a Torino nel 1911 e a Roma nel 1917. Partecipò all’esposizione di Cremona del 1937 e fu eletto presidente dell'Associazione di liutai di Roma nel 1927.

## Strumenti
Rodolfo Fredi costruì circa 450 violini, 70 viole e 50 violoncelli nonché alcuni contrabbassi e viole da gamba. I suoi violini fatti sul modello Stradivari sono reputati per l'ottima esecuzione dei dettagli e la qualità del legno del Tirolo e dei monti abruzzesi. La sua vernice era ad olio.  Le sue quotazioni possono raggiungere i 30000 €. Le etichette si riconoscono dal testo: “Rodolfo Fredi fece / in Roma l’anno 19..”